# Funk rock
Funk rock este un gen muzical ce îmbină elemente de muzică funk și rock.

## Istoric
Stilul de a cânta funk rock a apărut în anii 1960 și s-a dezvoltat îndeaproape cu evoluția imprevizibilă a genului funk (se poate spune că muzicienii rock au fost constant interesați de sonoritățile funk). Între cei care au practicat această combinație stilistică se numără: Jimi Hendrix, Pink Floyd, Iggy Pop, Red Hot Chili Peppers ș.a. Încorporată în decursul anilor 1990 genului independent (indie), muzica funk rock se bucură de un succes apreciabil până în ziua de astăzi.

## Trăsături
Muzica funk rock folosește un tempo mediu, măsura de patru timpi (cel mai frecvent) și formule ritmice dense, accentuate asimetric. secția ritmică se remarcă printr-o mare deschidere dinamică (de intensitate sonoră – de la sunete abia auzite, precum tremolourile pe toba mică, până la accentele foarte puternice date de chitara bas, care se folosește de tehnica slap bass în acest scop). Instrumentele cu rol melodic (soliste) și vocea prezintă o atitudine contrastantă: lejeră, uneori părăsind pulsația în mod deliberat (behind beat) și folosind inflexiuni melodice și timbrale (în special, vocea).